# Meče řádu německých rytířů
Meče řádu německých rytířů jsou především ceremoniální meče z 19. století.
Většina těchto mečů má štíhlou zpravidla kolem 75 centimetrů dlouhou čepel se zaobleným hrotem. Čepele bývají poniklovány.  Jílec byl vyráběn ze dřeva a potahován rybí kůží. V jílci je vždy zapuštěn kříž řádu s černobílým smaltovaním. 
Pochva je z černé kůže a je doplněna kováním z bílého kovu. Čepel je určena jen pro ceremoniální užití a meč není možno tedy použít jako zbraň. Čepele byly vyráběny firmou B. W. Ohligs & Söhne ve Vídni.